# Gymnosporia variabilis
Gymnosporia variabilis là một loài thực vật có hoa trong họ Dây gối. Loài này được (Hemsl.) Loes. mô tả khoa học đầu tiên năm 1900.